# Dado Polumenta
Damir Polumenta, connu sous son nom de scène Dado Polumenta, est un chanteur monténégrin né le 29 août 1982 à Bijelo Polje. Il est le neveu du chanteur Šako Polumenta.

## Discographie[1]

### Singles
- 2013 : Ljeto (ft Marko Vanilla)
- 2014 : Gužva Je U Gradu
- 2014 : Premija (ft Nikolija)
- 2014 : Revolucija (ft DJ Denial X & MC Mikelly)
- 2015 : Za Tebe Uvjek Biću Tu, S Kraja Svijeta Ja Ću Doći
- 2015 : Ovisan Sam O Njoj
- 2015 : Balkan (ft Rasta & Žuti)
- 2016 : Srce Kad Stane, Tada Je Kasno Da Se Mijenjaš
- 2016 : Dominantna (ft Jala Brat)
- 2016 : Ja Biću Tu
- 2017 : Ma Briga Me Za Sve To